# Giovanni Battista Marcola
Giovanni Battista Marcola (v. 1711 - v. 1780) ou (1704 - Vérone 22 septembre 1776) est un peintre italien né et principalement actif à Vérone.
Il a fait son apprentissage avec Simone Brentana . L'un de ses élèves est son fils Marco Marcola. Il a peint pour l'église de Santa Maria della Scala à Rome une série de scènes de la vie de San Philippe Benizi . Il a peint André Avellin avec le bienheureux Marinonio pour l'église San Vincenzo de Modène.